# Pier Antonio Micheli
Pier Antonio Micheli (Firenze, 11 dicembre 1679 – Firenze, 2 gennaio 1737) è stato un botanico italiano, ricordato come il fondatore della moderna micologia.

## Biografia

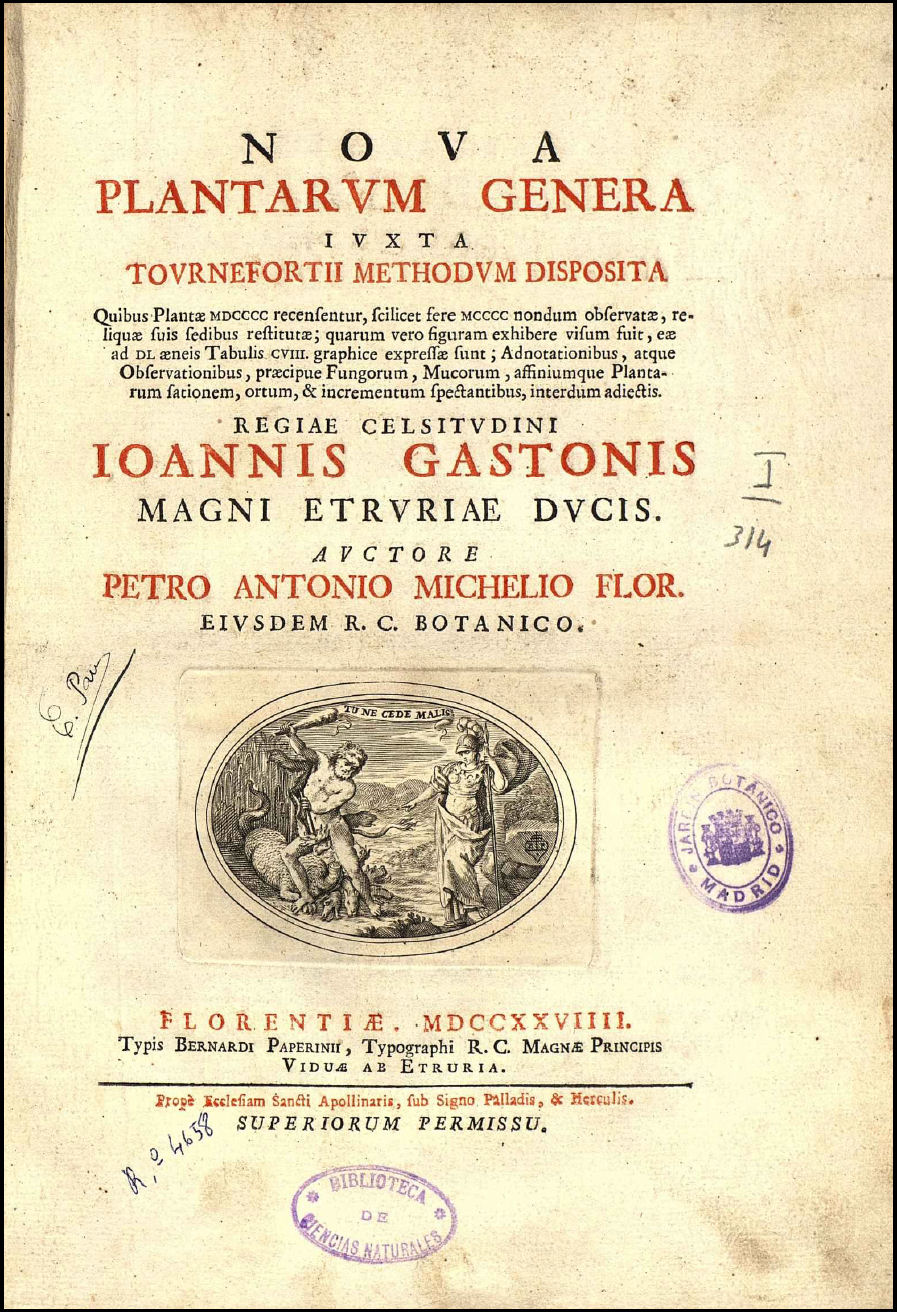
Nova Plantarum Genera, frontespizio dell'opera con dedica al Granduca Gian Gastone, 1729

Pier Antonio Micheli nacque a Firenze l’11 dicembre 1679 da Pier Francesco di Paolo e da Maria di Piero Salvucci. Cresciuto in una famiglia di modesta condizione economica, ricevette un’educazione di base e poi fu avviato dal padre, all’età di quattordici anni, al mestiere di libraio presso la bottega di Ottavio Felice Bonaiuti dove poté coltivare da autodidatta la propria precoce passione per il mondo vegetale e avvicinarsi allo studio della botanica, grazie alla lettura dei volumi presenti nella bottega libraria. 
Divenuto allievo dell’abate e botanico vallombrosano Virgilio Falugi (1626-1707), ricevette incoraggiamenti e nuovi testi su cui approfondire le proprie conoscenze.  Frequentando poi l’ambiente vallombrosano entrò in contatto anche con i monaci e botanici Biagio Biagi (1670-1735) e soprattutto Bruno Tozzi, cui in seguito il Micheli dedicherà una nuova pianta denominata in suo onore Tozzia. Fu proprio grazie all’interessamento del Tozzi, studioso di buona fama in Italia e in Europa, che il Micheli fu introdotto nell’ambiente scientifico e culturale fiorentino dove trovò influenti protettori in Filippo Buonarroti, Lorenzo Magalotti e Giuseppe Del Papa, medico personale del Granduca Cosimo III. Tramite i buoni uffici del Del Papa, il Micheli venne presentato al Granduca che, impressionato dalle sue conoscenze botaniche, lo ammise alla sua presenza durante il pranzo come persona gradita al principe e poi il 12 ottobre 1706 lo nominò “aiuto del custode del Giardino de’ Semplici” di Pisa all’epoca diretto da Michelangelo Tilli, con l’obbligo di cercare piante, sia per quel giardino che per quello di Firenze. Cosimo III, cui Micheli dedicò il suo primo scritto, il Ristretto del primo volume della Toscana illustrata, rimasto inedito (Sede di Botanica della Biblioteca di Scienze dell’Università di Firenze, Ms. 4), fece inoltre dono allo studioso delle Institutiones rei herbariae di Joseph Pitton de Tournefort, opera pubblicata nel 1700 e considerata all’avanguardia in materia di sistematica vegetale, appositamente fatta giungere da Parigi. Nell’arco della sua trentennale attività e produzione scientifica, Micheli applicò in toto i criteri di classificazione del Tournefort, considerandosi sempre discepolo e continuatore dell’opera del botanico francese. 
A partire dal 1703, sempre su incarico di Cosimo III, Micheli dette avvio alla sua cospicua attività di viaggi di studio e di ricerca sul campo, che si protrarrà per un trentennio e lo condurrà in diverse regioni d’Italia e d’oltralpe. Memorabili in particolare tra i suoi primi viaggi quello compiuto nel 1708-1709 nei territori dell’Impero Asburgico, della durata di sedici mesi, particolarmente avventuroso perché effettuato anche per carpire i segreti della fabbricazione della latta e quello effettuato a Roma e nel Regno di Napoli nel 1710, assai proficuo dal punto di vista dei rapporti scientifici fuori dal Granducato. Di questi e di altri viaggi possediamo un resoconto assai minuzioso grazie ad una serie di ventitré relazioni che coprono un arco temporale compreso tra il luglio 1704 e l’agosto 1730, mai pubblicate e conservate in due codici della Sede di Botanica della Biblioteca di Scienze dell’Università Firenze (Mss. 26-27).

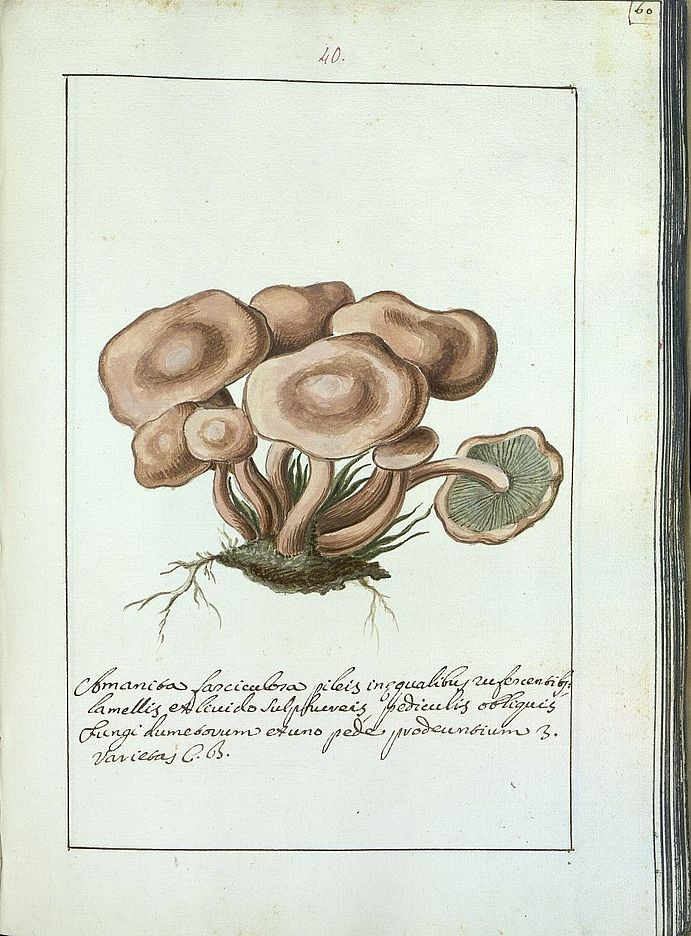
Raffigurazione di funghi tratta dal Manoscritto 66 Codices duo exhibentes figuras plurimas fungorum et agaricorum, carta 40 recto (1720-1729, inedito), illustrazione attribuita a Giovanni Bonechi. Sede di Botanica della Biblioteca di Scienze dell'Università degli Studi di Firenze.

Nei medesimi anni portò avanti anche l’attività di impiegato granducale presso i giardini dei Semplici di Pisa e Firenze grazie alla quale poté allacciare e mantenere contatti con i più grandi orti botanici del tempo, sia italiani che europei. Nel 1716 fondò, assieme a Niccolò Gualtieri, Gaetano Moniglia, Sebastiano Franchi e altri la Società Botanica Fiorentina, la prima al mondo nel suo genere e precorritrice dell’attuale Società Botanica Italiana. Nel 1718 la Società Botanica Fiorentina ottenne, con motu proprio di Cosimo III, la gestione del Giardino dei Semplici di Firenze di cui il Micheli fu subito nominato direttore. Ricoprendo questo incarico per quasi un ventennio egli seppe arricchire le collezioni del giardino rendendolo famoso in tutto il mondo.

Pur perseguitato da una cronica mancanza di fondi riuscì a pubblicare, la Relazione dell’erba detta da’ botanici orobanche e volgarmente succiamele e mal d’occhio, che da molti anni in qua si è soprammodo propagata per tutta la Toscana nel 1723 e soprattutto nel 1729 il primo volume dei Nova plantarum genera iuxta Tournefortii methodum disposita, quibus plantae MDCCC recensentur, scilicet fere MCCC nondum observatae, reliquiae suis sedibus restitutae, grazie al fondamentale finanziamento del nuovo Granduca Gian Gastone a cui l’opera fu dedicata. Questo testo, magnifico per veste grafica e tavole illustrative, rappresenta il maggior apporto dello scienziato alla botanica, vera e propria pietra miliare nello studio delle crittogame, piante prive di organi riproduttori visibili allora chiamate plantae imperfectae, costituendo la sintesi di un lunghissimo lavoro di archiviazione di dati, esperimenti e osservazioni al microscopio iniziato fin dal 1710 (Sede di Botanica della Biblioteca di Scienze dell’Università di Firenze, Ms. 50). 

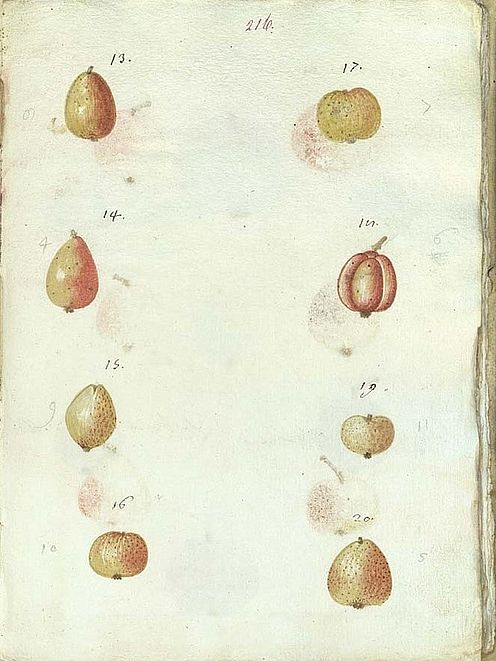
Raffigurazione di susine tratta dal Manoscritto 49 Enumeratio quarundam plantarum sibi per Italiam et Germaniam observatarum iuxta Tournefortii methodum dispositarum, carta 216 recto (1733-1735, inedito). Sede di Botanica della Biblioteca di Scienze dell'Università degli Studi di Firenze.

In particolare il Micheli, che avrebbe voluto far seguire una seconda parte a questo primo volume, si concentrò sullo studio e sull’analisi dei funghi (900 specie trattate), che all’epoca erano classificati tra le plantae imperfectae mentre oggi costituiscono un regno autonomo, e il suo contributo scientifico in materia fu di tale portata che in seguito egli venne a buon diritto considerato il padre della moderna micologia. Ad esclusione delle due opere citate e di una terza dal titolo Catalogus Plantarum Horti Caesarei Florentini, pubblicata postuma nel 1748, a cura e con alcune aggiunte del suo allievo e amico Giovanni Targioni Tozzetti, tutta la produzione del Micheli rimane inedita. Tra i vari lavori rimasti in forma manoscritta e mai pubblicati è particolarmente degno di nota uno studio dedicato alle piante marine (Mss. 29-30), atteso invano dai botanici contemporanei di Micheli, fra cui lo stesso Linneo.
Negli anni compresi tra il 1724 e il 1736, al fine di ampliare ulteriormente il giardino dei Semplici, intraprese una serie di nuovi viaggi di ricerca per conto del Granduca Gian Gastone che lo porteranno a percorrere le campagne di buona parte della Toscana e del resto della penisola italiana. Probabilmente a seguito di uno di questi viaggi, effettuato nell’autunno del 1736 nei territori della Repubblica di Venezia e in particolare sul Monte Baldo, a causa delle fatiche sostenute e delle asprezze del clima più freddo del solito in quella regione, si ammalò gravemente di polmonite sul finire del mese di dicembre e nel giro di pochi giorni venne a morte il 2 gennaio 1737.
Come tramanda il Targioni Tozzetti nella biografia del suo maestro, il corpo di Micheli fu esposto la mattina seguente nella Chiesa di Santa Maria degli Alberighi, sua parrocchia; quindi, finite le esequie, fu ricomposto in una bara di legno e inumato nel pavimento della suddetta chiesa. 

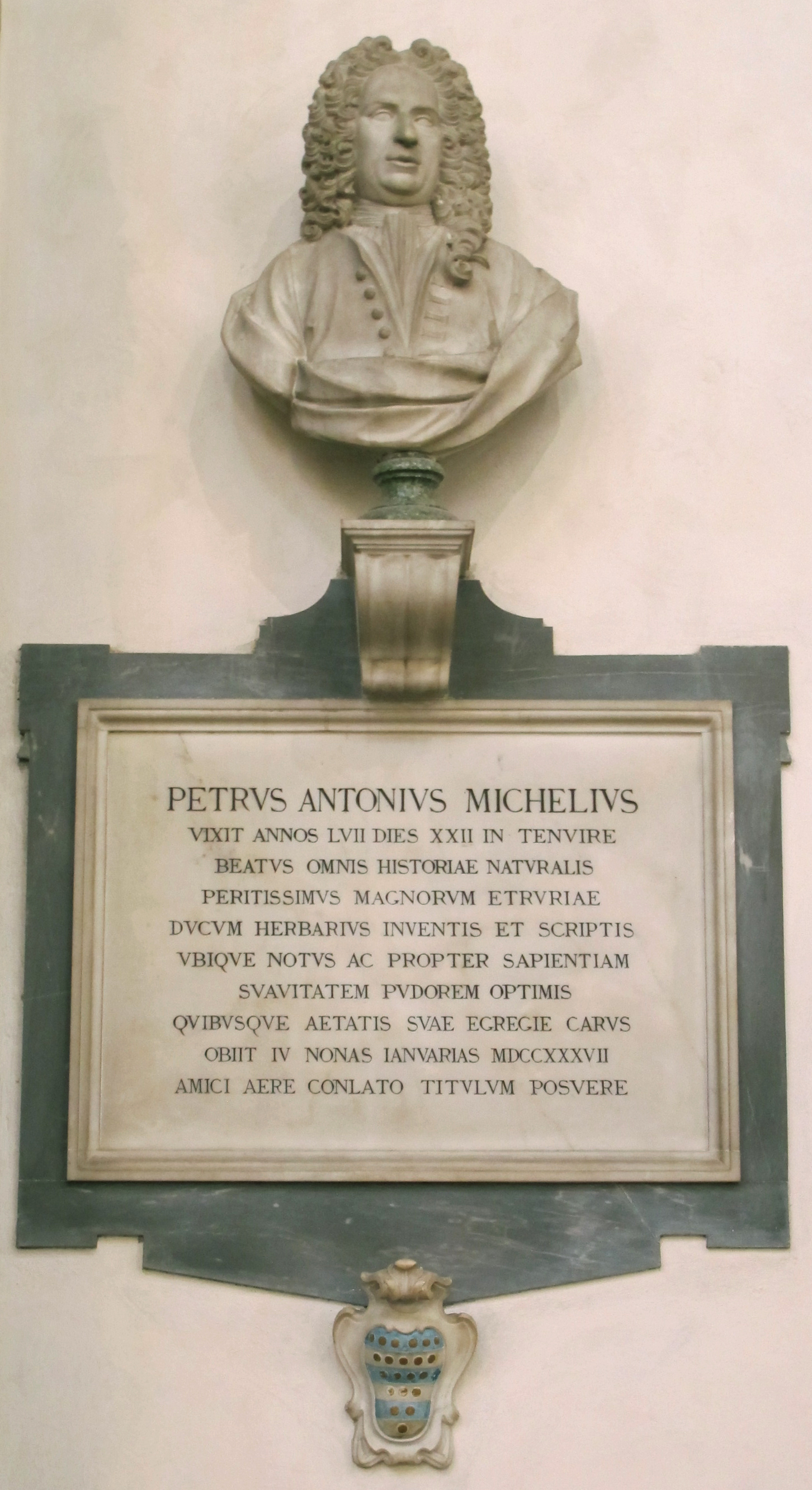
Cenotafio di Pier Antonio Micheli nella Basilica di Santa Croce di Firenze

 Questa sepoltura avrebbe dovuto essere provvisoria in attesa di trasferire il corpo nella Basilica di Santa Croce, una volta ultimata la realizzazione del monumento sepolcrale che qui si era stabilito di erigere in onore del botanico. Purtroppo tale traslazione non avvenne mai a causa di controversie economiche che sorsero tra gli eredi, il priore di Santa Maria degli Alberighi e i frati di Santa Croce; per questo motivo, dopo qualche decennio, delle spoglie terrene del Micheli si perse ogni traccia, seguendo queste in toto la sorte toccata alla chiesa di Santa Maria degli Alberighi, soppressa nel 1769 per volere del Granduca Pietro Leopoldo e di lì a poco demolita. Ricorda sempre il Targioni Tozzetti che il busto collocato in Santa Croce poco si avvicina alle reali sembianze del Micheli perché fu scolpito ad immagine e somiglianza della maschera funeraria che egli stesso aveva fatto ricavare dal volto del defunto, ormai troppo deformato dalla malattia, mentre assai somigliante al vero risulta un busto in gesso un tempo di sua proprietà e oggi incluso nelle collezioni della Sezione di Botanica del Museo di Storia Naturale dell’Università degli Studi di Firenze.
Esequie solenni gli furono tributate poco tempo dopo anche dalla Società Colombaria, di cui fu uno dei soci fondatori nel 1735, e ovviamente dalla Società Botanica Fiorentina.
Oltre un secolo dopo la sua morte, la città di Firenze intese onorare l’illustre botanico dedicandogli una statua in una nicchia nel loggiato degli Uffizi. La scultura, opera di Vincenzo Consani (1818-1887) inaugurata nel 1856, raffigura Micheli mentre esamina una pianta che tiene in mano. L’Amministrazione Comunale Fiorentina volle altresì intitolargli una via che costeggia un lato dell’Orto Botanico.
Le grandi capacità di botanico fruttarono in vita al Micheli la stima e l’ammirazione di svariati scienziati, per lo più stranieri, come Herman Boerhaave, William Sherard, James Petiver, ma anche italiani come Giuseppe Ginanni con i quali intrattenne un intenso scambio di idee e di campioni vegetali. Molti campioni appartenuti al botanico fiorentino sono oggi conservati presso il Museo di storia naturale di Londra nel famoso Erbario Sloane, qui confluiti perché inviati dal Micheli sia allo stesso Hans Sloane che a James Petiver.

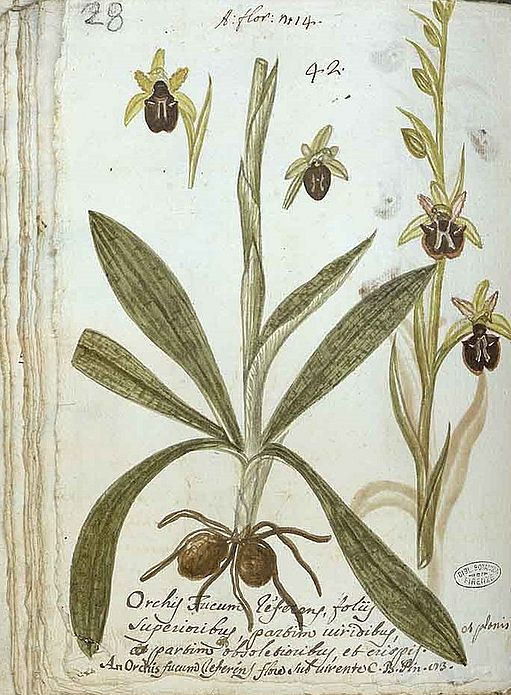
Raffigurazione di orchidea tratta dal Manoscritto 21 Observationes Botanicae Variae (1726, inedito). Sede di Botanica della Biblioteca di Scienze dell'Università degli Studi di Firenze.

A conferma del suo importante contributo all'avanzamento degli studi botanici è importante ricordare che molte specie di piante di svariate famiglie portano il suo nome e che Linneo, con cui pure era stato in contatto epistolare, volle tributargli nel 1753 un omaggio postumo dedicandogli il genere Michelia (famiglia Magnoliacee).
L’attività scientifica di Micheli non si esaurì unicamente nel campo della botanica, anzi, durante i suoi viaggi studiò l’ambiente naturale anche dal punto di vista geologico e mineralogico e raccolse parecchi fossili che poi puntualmente descrisse in alcuni dei suoi manoscritti.

## Manoscritti ed erbario
I manoscritti e l’erbario Micheli furono acquisiti nel 1738 dall’allievo Giovanni Targioni Tozzetti e quindi la loro attuale collocazione fu determinata dai vari lasciti e dalle diverse scelte operate dagli eredi nel corso del tempo. 
Il nucleo più corposo della collezione (manoscritti ed erbario), acquistato nel 1845 dal Granduca Leopoldo II su suggerimento dell'allora direttore del Giardino dei Semplici di Firenze Filippo Parlatore, è oggi suddiviso tra la Sede di Botanica della Biblioteca di Scienze dell'Università degli studi di Firenze e il Museo di Storia Naturale. 
La Sede di Botanica conserva 72 manoscritti (segnati 1-71, più un volume 69bis), due volumi segnati 29bis (il volume a stampa Nova plantarum genera, 1729, e uno di prove di stampa) e due volumi (72 e 73) di indice alfabetico generale, per un totale di circa 11.000 carte fra le quali un piccolo nucleo è autografo mentre le restanti sono attribuite a copisti (cinque quelli individuati, ma non identificati). Circa 1300 carte presentano disegni autografi del Micheli a cui si aggiungono circa 2500 tavole a colori, attribuite in parte a Tommaso Maria Chellini (1672-1742) e Giovanni Bonechi. I due volumi di indice alfabetico generale, stilati dal Parlatore, fungono da chiave d’accesso all’erbario e ancora oggi sono utilizzati a questo scopo.
Di tale acquisizione la Sezione Botanica del Museo di Storia Naturale dell’Università di Firenze conserva invece quello che oggi è denominato Erbario Micheli e Targioni Tozzetti, l’ingente raccolta di campioni essiccati di piante, frutto di anni di ricerca e studio da parte di Micheli, poi arricchita e rimaneggiata da Giovanni, Ottaviano e Antonio Targioni Tozzetti, che andarono ad aggiungervi e mescolarvi i loro reperti. Anche la collezione lito-mineralogica targioniana, presente nella Sezione di Mineralogia e Litologia del Museo, ingloba in parte la raccolta del Micheli.
Un secondo nucleo di manoscritti è conservato presso la Biblioteca Nazionale Centrale di Firenze nel Fondo Targioni Tozzetti.

## Opere
- Relazione dell’erba detta da’ botanici orobanche e volgarmente succiamele e mal d’occhio, che da molti anni in qua si è soprammodo propagata per tutta la Toscana, In Firenze : nella stamp. di S.A.R. : per li Tartini, e Franchi, 1723. URL consultato il 7 gennaio 2021.
- Nova plantarum genera iuxta Tournefortii methodum disposita, quibus plantae MDCCC recensentur, scilicet fere MCCC nondum observatae, reliquiae suis sedibus restitutae, Florentiae : typis Bernardi Paperinii, typographi r.c. magnae principis viduae ab Etruria. Prope ecclesiam Sancti Apollinaris, sub signo Palladis, & Herculis, 1729. URL consultato il 7 gennaio 2021.
- Cl. Petri Antonii Michelii Catalogus plantarum Horti Caesarei Florentini opus postumum iussu Societatis botanicae editum, continuatum, et ipsius horti historia locupletatum ab Io. Targionio Tozzettio .., opera postuma pubblicata a cura e con aggiunte di Giovanni Targioni Tozzetti, Florentiae : ex typographia Bernardi Paperinii, 1748. URL consultato il 7 gennaio 2021.
- Istoria delle viti, che si coltivano nella Toscana : nella quale vengono dimostrate, e descritte circa dugento spezie delle medesime, e quali sono disposte metodicamente secondo la forma ... (manoscritto conservato presso la Biblioteca nazionale centrale di Firenze, Ms. Targ. Tozz., Str. 374), trascrizione e note a cura di Daniele Vergari e Roberto Scalacci, Firenze, Associazione Giovan Battista Landeschi Consorzio del Vino Chianti, 2008.